# Ilburnia painiu
Ilburnia painiu är en insektsart som beskrevs av Frederick Arthur Godfrey Muir 1919. Ilburnia painiu ingår i släktet Ilburnia och familjen sporrstritar. Inga underarter finns listade i Catalogue of Life.